# Hamilton Square (New Jersey)
 (août 2025).
Hamilton Square est une census-designated place située dans le comté de Mercer, dans l’État du New Jersey, aux États-Unis. Lors du recensement de 2020, elle compte 12 679 habitants.